# Daksa
Koordinati:   42°40′13″N, 18°03′21″E
Daksa je majhen otok v Jadranskem morju v bližini Dubrovnika (Hrvaška), spada pa v otočje Elafitov. Leži pred vhodom v zaliva Gruž in Rijeka Dubrovačka nasproti polotoka Lapad, od katerega ga loči okoli 0,5 km široka ožina Mala vrata. Površina otočka meri 0,66 km2. Dolžina obalnega pasu je 1,4 km. Najvišji točka na otoku je visoka 17 mnv.
Iz pomorske karte je razvidno, da svetilnik, ki stoji na severozahodni stani otočka, oddaja svetlobni signal: B Bl 6s. Nazivni domet svetilnika je 10 milj.
Na Daksi je oktobra 1944 NOVJ izvedel poboj 53 civilistov, sicer meščanov Dubrovnika, ki naj bi sodelovali z okupatorji, kar je bil vojni zločin.